# Praia do Seixas
Seixas é uma praia brasileira localizada em João Pessoa, estado da Paraíba. Faz limite com a praia da Penha ao sul e praia do Cabo Branco ao norte.

## Etimologia
A designação da ponta provém de uma tradicional família paraibana («os Seixas»), cujo patriarca possuía junto ao local uma propriedade rural. Esse ancestral de origem portuguesa, de sobrenome Rodrigues Seixas, estabeleceu-se na Paraíba ainda no século XVII.

## Características
É conhecida por abrigar o extremo oriental das Américas, a ponta do Seixas. Constitui-se de uma praia de pequena faixa de areia e é uma das menores praias de João Pessoa.

## Clubes
Na praia está implantado um dos camping do Camping Clube do Brasil.
A praia também possui uma colônia de férias da regional paraibana da Associação dos Servidores do Departamento Nacional de Estradas de Rodagem (ASDNER).

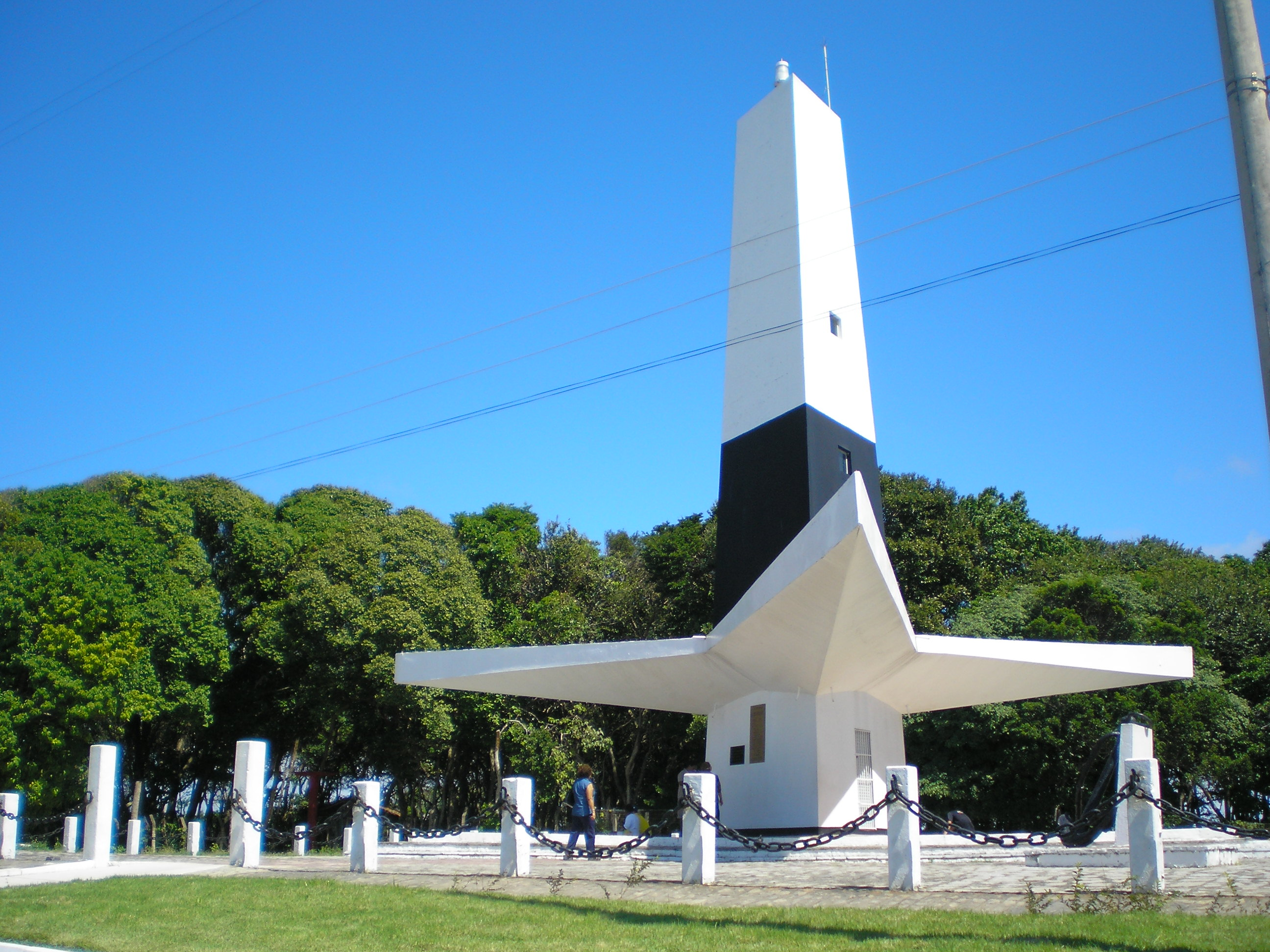
Farol de Cabo Branco, na praia do Seixas em João Pessoa

## Piscinas Naturais do Seixas
Nas imediações do Farol do Cabo Branco, na Praia do Seixas, encontra-se o local ideal para os adeptos do mergulho e esportes náuticos: as Piscinas Naturais do Seixas, onde encontra-se centenas de espécies de peixes, algas, répteis (tartarugas marinhas), moluscos, crustáceos e outros organismos marinhos.

## Construções irregulares
A praia está localizada em uma área de preservação ambiental e possui muitas ocupações irregulares - como residências, bares, barracas etc - situadas em regiões próximas das dunas, da restinga e da margem do rio que desagua na região, todas consideradas Áreas de Proteção Permanente (APP).